# Józef Andrzej Załuski
Józef Andrzej Załuski (12 janvier 1702 – 7 janvier 1774) était un évêque catholique polonais de Kiev, mécène, et un bibliophile renommé. Membre de la noblesse polonaise (szlachta) aux armoiries de Junosza, il est surtout connu comme cofondateur de la Bibliothèque Załuski, avec son frère Andrzej Stanisław Załuski, une des plus grandes collections de livres du XVIIIe siècle. Il avalisa la vente du Petit Fontenet, ancienne résidence de l'Abbé de Fontenay à Montbard au naturaliste Buffon qui y établit sa bibliothèque.
Il fut aumônier à la cour de Stanislas Leszczynski, roi de Pologne, duc de Lorraine. Lorsque Józef Załuski quitta la Lorraine, il laissa seulement le « Petit fonds Załuski » à la bibliothèque de Nancy, fondée par le roi Stanislas en 1750. L'évêque avait offert certains de ses livres à l'académie de Stanislas lors de son admission comme associé étranger en 1756, à la demande de Stanislas.
Le 21 mars 1741, le comte Józef Zaluski prend possession de la grande prévôté de Saint-Dié en Lorraine, accompagné de Stanislas Leszczynski, roi de Pologne, duc de Lorraine. Le 24 juin, il envoie sa démission au pape Benoît XIV Lambertini. Le 24 juillet, le chapître de Saint-Dié apprend la démission et le départ pour la Pologne du Grand Prévôt Zaluski. Devenu évêque de Kiev (Ukraine), ce dernier est emprisonné par les Russes en 1767, pour avoir défendu avec courage les libertés de sa patrie. Le comte-évêque de Kiev, Zaluski resta captif jusqu'en 1773; il meurt le 7 janvier 1774.

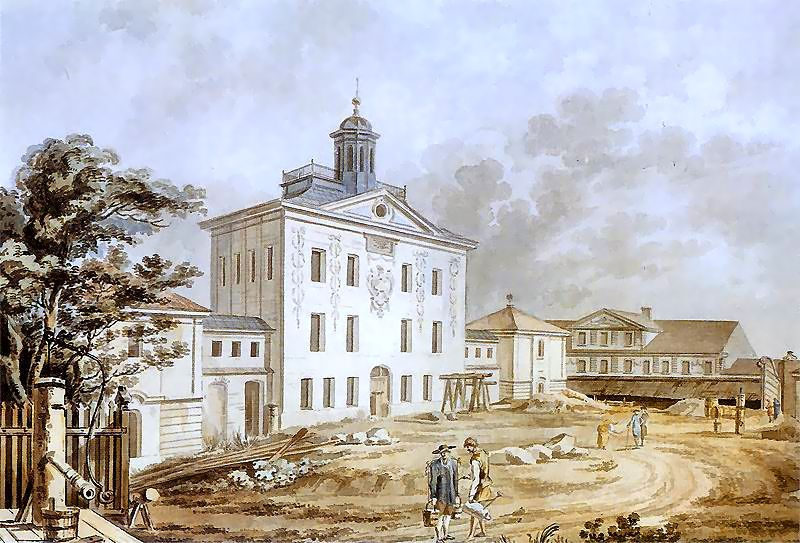
Bibliothèque Załuski
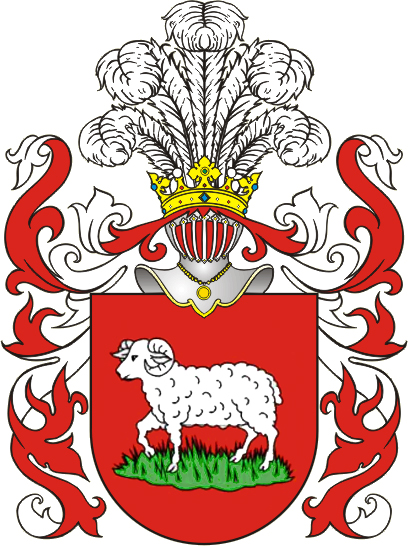
Armoiries de Junosza